# Шахматовский сельсовет
Шахматовский сельсовет — муниципальное образование в Бузулукском районе Оренбургской области.
Административный центр — село Шахматовка.

## Административное устройство
В состав сельского поселения входят 2 населённых пункта:
- село Шахматовка,
- посёлок Яблоневый.

## Достопримечательности
Геоморфологический памятник природы «Дементьевская Острая Шишка».